# ニャンコレ語
ニャンコレ語 （ニャンコレご、英: Nkore language）は、バントゥー語群に属する言語である。話者はアンコーレ族の人々であり、ウガンダ南西部のアンコーレ地方（歴史的地名はアンコーレ王国）に居住する。.
話者数はおよそ233万人である。
主にムバララ県、ブシェニ県、ントゥンガモ県、キルフラ県、イバンダ県、イシンギロ県、ルクンギリ県に居住する。 
ニャンコレ語はキガ語と類似性がある。(語彙的な類似点は、84%～94% )
Charles Taylorは、同じ言語のニャンコレ語＝キガ語のそれぞれ方言であると論じた。.

## 言語名別称
- ンコレ語
- ニャンコーレ語
- アンコレ語
- Nyankole
- Nkore
- Nkole
- Ulunyankore
- Ulunyankole
- Runyankore
- Runyankole

## 方言
- Hima
- Hororo